# Oguola
Oguola est le cinquième Oba du royaume du Bénin, régnant de 1280 à 1295 apr. J.-C. Son règne est marqué par des réalisations consistant à fortifier la ville de Bénin, à renforcer ses défenses et à contribuer au développement culturel et économique du royaume. Né dans la famille royale, l'ascension d'Oguola sur le trône est motivée par l'absence prolongée de son frère aîné, le prince Obuobu, engagé dans des campagnes militaires. Cette succession peu orthodoxe est une décision pragmatique des anciens et des conseillers du royaume pour assurer la stabilité et un leadership efficace pendant une période critique.
L'engagement d'Oba Oguola envers le bien-être et la sécurité du Royaume du Bénin est évident dans ses initiatives visant à fortifier Benin City, y compris la construction des première et deuxième douves. Ces douves, caractérisées par leur taille impressionnante et leur conception stratégique, servent de barrières défensives pour protéger la ville des menaces extérieures.
En outre, Oguola joue un rôle dans la renaissance de l'ancienne guilde de fonderie de laiton dans le royaume du Bénin, reconnaissant son importance culturelle et économique. Son règne voit également la victoire décisive de la bataille d'Urhezen, mettant fin à la menace posée par le dirigeant voisin Akpanigiakon d'Udo.

## Biographie
Oba Oguola est le second fils d'Ewedo. Né dans la famille royale, il baigne dès son plus jeune âge dans les coutumes et le patrimoine du royaume du Bénin. Cependant, les documents historiques de cette époque sont limités, rendant rares les détails de son éducation et de son enfance.
Le tournant de la vie d'Oguola se produit pendant le règne de son père. À cette époque, son frère aîné, le prince Obuobu, est engagé dans des campagnes militaires prolongées en Iboland, une région voisine. Ces campagnes le tiennent longtemps éloigné de Benin City, laissant le trône vacant au décès de son père.
En réponse au besoin d'une gouvernance stable, les anciens et conseillers du Royaume du Bénin choisissent Oguola pour monter sur le trône. La sélection d'Oguola comme Oba n'est pas uniquement due à sa lignée royale, mais est avant tout une décision pragmatique visant à assurer la continuité de la gouvernance pendant une période critique.
Son frère revient trois ans plus tard et, afin de l'apaiser, Oba Oguola lui octroie le titre d'Ogie (chef) d'Avbiama. Éduqué comme un guerrier, il met en application ses stratégies visant à renforcer la ville. Le projet prend trois ans à être accompli. Il tente également d'éviter le conflit avec son voisin Akpanigiakon d'Udo par une alliance par mariage, cependant cette tentative échoue et provoque la guerre qui se conclue par la victoire du Bénin et la soumission d'Uda.
Il meurt en 1295 et Edoni, son fils aîné, lui succède durant un règne de seulement 4 ans.

## Règne
L'accession au trône d'Oba Oguola marque une rupture avec les pratiques successorales traditionnelles, reflétant les circonstances uniques de son époque. Son règne, de 1280 à 1295 après J.-C., commence avec les défis liés à la consolidation de l’autorité et à la navigation dans un paysage géopolitique en évolution.
Au cours de ses premières années, Oguola démontre son engagement en faveur du bien-être et de la sécurité du Royaume du Bénin. Cet engagement se manifeste notamment dans ses initiatives visant à fortifier Benin City, qui comprennent la construction des première et deuxième douves. Ces vastes travaux de terrassement servent de mesures défensives, protégeant la ville des menaces extérieures potentielles et soulignant le dévouement d'Oguola à la sauvegarde de son royaume.

### Actions militaires

#### Fortification de la ville de Bénin
Pendant le règne d'Oba Oguola sur le royaume du Bénin, des progrès sont réalisés dans les systèmes de défense de la ville. Il fait construire les première et deuxième douves autour de Benin City, laissant un héritage durable de fortifications qui reflète son approche stratégique,.
La construction de ces douves représente une prouesse technique pour l'époque et vise à renforcer la sécurité de Benin City. Ces douves sont conçues comme des barrières défensives créées pour protéger la ville des menaces potentielles. Le premier fossé, appelé « Iya », est une tranchée profonde et large, tandis que le deuxième fossé, connu sous le nom de « Oko », sert d'anneau de protection extérieur,.
Le premier fossé, « Iya », mesure environ 50 pieds de large et 30 pieds de profondeur, tandis que le deuxième fossé, « Oko », est encore plus grand, s'étendant sur environ 80 pieds de largeur et 50 pieds de profondeur. Ces dimensions soulignent le dévouement d'Oba Oguola à fortifier Benin City,.
Au-delà de leur taille, les douves sont conçues avec divers éléments défensifs. Leur profondeur et leur contour varient, ce qui rend difficile aux agresseurs potentiels de percer les défenses de la ville.
Reconnaissant l'importance stratégique des fortifications, il ordonne que les villes et villages importants du royaume construisent des douves similaires comme mécanisme de défense,. Cette directive conduit à la création de douves autour de Benin City et de ses environs, désormais connues dans l'actuelle Benin City sous le nom de Murs de Benin City.
Ces douves servent non seulement de structures défensives mais aussi de symboles de la force collective et de l'unité du royaume. Elles deviennent une représentation physique de la détermination du royaume à protéger sa population et son mode de vie. L'adoption généralisée de douves dans tout le royaume met en évidence l'engagement d'Oba Oguola envers la sécurité et la prospérité de son royaume.

#### Bataille d'Urhezen
La bataille d'Urhezen est un événement important dans l'histoire du royaume du Bénin, survenant vers 1285 apr. J.-C. sous le règne d'Oba Oguola. Cet engagement militaire résulte d'une série complexe d'événements impliquant la fille d'Oba Oguola, Uvbi, et le dirigeant voisin Akpanigiakon d'Udo.
Un précurseur notable de la bataille d'Urhezen est les fiançailles d'Uvbi avec Akpanigiakon, le souverain d'Udo. Cependant, cet arrangement matrimonial se heurte à la résistance de la princesse, qui a de fortes réserves sur le mariage. Elle choisit de se lancer dans un voyage vers Udo mais décide de terminer son voyage à Unuame.
À Unuame, la princesse trouve refuge et soutien parmi les anciens, ce qui a des conséquences importantes pour le royaume, comme le documentent des sources historiques.
La décision de la princesse de retourner à Benin City déclenche une chaîne d'événements qui mènent à la bataille d'Urhezen. Akpanigiakon, se sentant offensé et cherchant à affirmer son autorité, représente une menace pour le Royaume du Bénin, entraînant une exacerbation des tensions entre les deux régions.
La bataille d'Urhezen elle-même est un engagement âprement disputé, les deux camps déployant leurs forces. Elle se déroule dans les environs d'Urhezen et implique d'intenses escarmouches et manœuvres stratégiques. Oba Oguola, à la tête des forces béninoises, applique une stratégie défensive qui l'amène à la victoire.
Cette victoire assure la sécurité du Royaume du Bénin et solidifie la réputation d'Oba Oguola en tant que leader régional respecté. L'issue de cette bataille marque la fin de la menace d'Udo. Il place à la tête de l'Udo un nouvel Enogie (chef), Ogiobo, un de ses commandants militaires.

### Contributions culturelles et économiques
Le règne d'Oba Oguola est témoin d'une renaissance de l'ancienne guilde de fonderie de laiton au Royaume du Bénin. Cette guilde, qui est en déclin, connaît une résurgence sous son patronage. Nommée Igunematon, cette guilde produit des armes et des outils en fer pour la défense du royaume. Oba Oguola fait notamment construire un quartier d'artisanat de fonderie, le quartier d'Igun-N'Ekhua, qui représente un appui conséquent à cette économie. Oguola reconnaît l'importance culturelle et économique du moulage du laiton pour le royaume et prend des mesures pour assurer son épanouissement continu,.
La tradition orale lui attribue l'introduction de la fonte du laiton depuis la ville d'Ife, cependant les historiens et les fouilles archéologiques démontrent que cette pratique est antérieure à Oba Oguola et datent de la période Ogiso. Les objets en laiton et le port de bijoux en laitons est alors exclusif à la famille royale et à l'aristocratie.

## Postérité
Le règne d'Oba Oguola a un impact significatif sur l'histoire du royaume du Bénin. Sa construction de douves autour de Benin City témoigne de son engagement en faveur du renforcement de la sécurité du royaume. De plus, son soutien à la guilde des fondeurs de cuivres et sa victoire à la bataille d'Urhezen contribuent aux réalisations culturelles et militaires,.
Plusieurs artéfacts en fonte le représentent et une statue moderne lui est dédiée à Bénin City sur la place Ovonramwen.

## Véracité de la tradition orale
La chronologie et les faits relatés par la tradition orale sont soumis à l'épreuve de l'archéologie et de l'anthropologie qui compare les différents éléments traditionnels. Dans le cas d'Oguola, plusieurs questions sont notamment soulevée concernant la chronologie révisée qui établirait alors son règne à la fin du XIVe siècle plutôt qu'en 1280 comme le suggère la tradition orale. Cette reconstruction permet de confirmer qu'Ewedo est le père d'Oguola et que celui-ci est le père d'Ohen dont le règne se situe pourtant en 1334 selon la tradition orale. Dans certains cas, le règne d'Oba Oguola est même repoussé à l'an 1401-1428.
De nombreux villages affirment que la construction de leurs douves ou murs émanent d'un ordre d'Oba Oguola afin de faire face aux menaces extérieures. Cependant, des analyses indiquent que ces fortifications sont orientées différemment et indiquent plutôt des défenses contre des rebellions internes, probablement durant le règne d'Ozolua,.
Enfin, la date de l'introduction supposée de la fonte du laiton est calquée sur la date du règne d'Oguola, suivant la tradition orale. Or, il semble que cette fonte est déjà bien établie et renforce l'idée selon laquelle Oguola ait en réalité régné un siècle plus tard. Selon Uyilawa Usuanlele, il pourrait également s'agir d'une mauvaise interprétation sur l'élément introduit par Oguola : la technique de la fonte ou la guilde chargée de l'effectuer.